# Deutsche Leichtathletik-Meisterschaften 1984
Die 84. Deutschen Leichtathletik-Meisterschaften wurden vom 22. bis 24. Juni 1984 im Düsseldorfer Rheinstadion ausgetragen.

## Ausgelagerte Disziplinen
Außerdem wurden wie in den Jahren zuvor weitere Meisterschaftstitel an verschiedenen anderen Orten vergeben, in der folgenden Auflistung in chronologischer Reihenfolge benannt.
- Crossläufe – Waiblingen, 25. Februar mit Einzel- / Mannschaftswertungen für Frauen und Männer auf jeweils zwei Streckenlängen (Mittel- / Langstrecke)
- Marathonlauf – Kandel, 15. April mit Einzel- / Mannschaftswertungen für Frauen und Männer[2]
- 5-km Gehen (Frauen) / 50-km-Gehen (Männer) – Bad Krozingen, 15. April mit jeweils Einzel- und Mannschaftswertungen
- 25-km-Straßenlauf – Schwalmtal im Niederrhein, 22. September mit Einzel- / Mannschaftswertungen für Frauen und Männer
- Langstaffeln, Frauen: 3 × 800 m / Männer: 4 × 800 m und 4 × 1500 m – Fulda, 22. Juli im Rahmen der Deutschen Jugendmeisterschaften
- Mehrkämpfe (Frauen: Siebenkampf) / (Männer: Zehnkampf) – Ahlen, 8./9. September mit Einzel- und Mannschaftswertungen, wobei der Zehnkampf am zweiten Tag witterungsbedingt abgebrochen werden musste – siehe Anmerkung unten

## Rekord
Über 3 × 800 m stellte der ASV Köln mit 6:08,12 min in der Besetzung Simone Büngener, Roswitha Gerdes und Brigitte Kraus einen neuen deutschen Rekord für Vereinsstaffeln (DRV) auf.

## Besonderheit
Wegen heftiger Regenfälle mussten die Zehnkampfmeisterschaften der Männer und Junioren in Ahlen nach der siebten Disziplin abgebrochen werden, so dass es 1984 keinen deutschen Zehnkampfmeister gab.

## Medaillengewinner, Männer
Die folgende Übersicht fasst die Medaillengewinner und -gewinnerinnen zusammen. Eine ausführlichere Übersicht mit den jeweils ersten acht in den einzelnen Disziplinen findet sich unter dem Link Deutsche Leichtathletik-Meisterschaften 1984/Resultate.
| Disziplin                                   | Gold                                                                               | Leistung                      | Silber                                                                                | Leistung       | Bronze                                                                           | Leistung       |
| ------------------------------------------- | ---------------------------------------------------------------------------------- | ----------------------------- | ------------------------------------------------------------------------------------- | -------------- | -------------------------------------------------------------------------------- | -------------- |
| 100 m (Wind: −1,0)                          | Ralf Lübke (LG Bayer Leverkusen)                                                   | 10,42 s00                     | Christian Zirkelbach (LAC Quelle Fürth)                                               | 10,46 s00      | Jürgen Koffler (SV Salamander Kornwestheim)                                      | 10,50 s00      |
| 200 m (Wind: ±0,0)                          | Ralf Lübke (LG Bayer Leverkusen)                                                   | 20,87 s00                     | Achim Piasetzki (LG Bayer Leverkusen)                                                 | 21,17 s00      | Gerhard Sewald (Wacker Burghausen)                                               | 21,45 s00      |
| 400 m                                       | Erwin Skamrahl (SV Union Groß Ilsede)                                              | 46,27 s00                     | Hartmut Weber (VfL Kamen)                                                             | 46,47 s00      | Thomas Giessing (LAZ bellanett Rhede)                                            | 46,56 s00      |
| 800 m                                       | Axel Harries (TV Furtwangen)                                                       | 1:46,87 min                   | Hans-Peter Ferner (MTV Ingolstadt)                                                    | 1:47,00 min    | Matthias Assmann (VfB Stuttgart)                                                 | 1:47,16 min    |
| 1500 m                                      | Uwe Becker (VfL Wolfsburg)                                                         | 3:38,32 min                   | Thomas Wessinghage (ASV Köln)                                                         | 3:38,96 min    | Klaus-Peter Nabein (LAC Quelle Fürth)                                            | 3:40,18 min    |
| 5000 m                                      | Uwe Becker (VfL Wolfsburg)                                                         | 13:55,34 min                  | Robert Schneider (TSV Crailsheim)                                                     | 14:00,29 min   | Wolf-Dieter Poschmann (ASV Köln)                                                 | 14:02,06 min   |
| 10.000 m                                    | Christoph Herle (LAC Quelle Fürth)                                                 | 28:42,83 min                  | Ralf Salzmann (LG Frankfurt)                                                          | 28:57,01 min   | Günter Zahn (LAC Quelle Fürth)                                                   | 29:01,56 min   |
| 25-km-Straßenlauf                           | Herbert Steffny (Post-SV Jahn Freiburg)                                            | 1:16:15 h0000                 | Günter Zahn (LAC Quelle Fürth)                                                        | 1:16:52 h0000  | Hans-Jürgen Orthmann (VfL Wehbach)                                               | 1:16:54 h0000  |
| 25-km-Straßenlauf, Mannschaftswertung       | LG FrankfurtRalf Salzmann Jürgen Dächert Leo Thoma                                 | 3:52:46 h0000                 | LAV Bayer Uerdingen/DormagenMartin Grüning Bernd Kofferschläger Martin Lüchtefeld     | 3:55:56 h0000  | Post-SV Jahn FreiburgHerbert Steffny Peter Jenniches Michael Vogel               | 3:56:52 h0000  |
| Marathon                                    | Ralf Salzmann (LG Frankfurt)                                                       | 2:14:25 h0000                 | Herbert Steffny (Post-SV Jahn Freiburg)                                               | 2:14:30 h0000  | Michael Spöttel (LG Kreis Verden)                                                | 2:14:38 h0000  |
| Marathon, Mannschaftswertung                | LG FrankfurtRalf Salzmann Jürgen Dächert Hans Pfisterer                            | 6:49:48 h0000                 | OSC HoechstGünter Mielke Jürgen Raabe Helmut Stenzel                                  | 6:59:50 h0000  | LG SeesenAndreas Hennig Hans-Günther Wolff Peter Greif                           | 7:18:13 h0000  |
| 110 m Hürden (Wind: −0,5)                   | Peter Scholz (Eintracht Frankfurt)                                                 | 13,99 s00                     | Jürgen Schoch (SV Salamander Kornwestheim)                                            | 14,08 s00      | Jürgen Hingsen (LAV Bayer Uerdingen/Dormagen)                                    | 14,16 s00      |
| 400 m Hürden                                | Harald Schmid (TV Gelnhausen)                                                      | 48,92 s00                     | Sven Mikisch (Berliner SC)                                                            | 50,24 s00      | Uwe Schmitt (Eintracht Frankfurt)                                                | 50,26 s00      |
| 3000 m Hindernis                            | Torsten Tiller (LG Göttingen)                                                      | 8:36,32 min                   | Carlo Seck (TV Gelnhausen)                                                            | 8:38,75 min    | Patriz Ilg (LAC Quelle Fürth)                                                    | 8:40,53 min    |
| 4 × 100 m Staffel                           | SV Salamander KornwestheimJürgen Koffler Markus Klameth Peter Klein Jürgen Schoch  | 39,39 s00                     | LG Bayer LeverkusenNorbert Dobeleit Franz-Peter Hofmeister Achim Piasetzki Ralf Lübke | 39,45 s00      | TV Wattenscheid 01Helmut Egler Werner Zaske Fritz Heer Hans Fritzsche            | 39,93 s00      |
| 4 × 400 m Staffel                           | SV Union Groß IlsedeReinald Kohne Carsten Fischer Uwe Wegner Erwin Skamrahl        | 3:06,92 min                   | Eintracht FrankfurtMarkus Söhnge Lothar Krieg Peter Scholz Uwe Schmitt                | 3:07,42 min    | LAZ bellanett RhedeMichael Bußhoff Wolfgang Bußhoff Hilmar Lange Thomas Giessing | 3:07,55 min    |
| 4 × 800 m Staffel                           | VfB StuttgartAndreas Baranski Herbert Wursthorn Hans Allmandinger Matthias Assmann | 7:15,36 min                   | MTV IngolstadtGerhard Köbe Thomas von Grossmann Hans Lang Hans-Peter Ferner           | 7:21,90 min    | LG Nord BerlinIngo Plucinski Schulze Helge Loska Holger Böttcher                 | 7:22,58 min    |
| 4 × 1500 m Staffel                          | TV Wattenscheid 01Eckhardt Sperlich Michael Damberg Wolfgang Otto Uwe Mönkemeyer   | 15:06,39 min                  | TB EmmendingenAlfons Graf Ulrich Hildebrand Reinhard Aechtle Harald Olbrich           | 15:08,85 min   | VfL WolfsburgUwe Tegtbur Guido Hepe Uwe Baunack Uwe Becker                       | 15:10,87 min   |
| 20-km-Gehen                                 | Alfons Schwarz (LAC Quelle Fürth)                                                  | 1:26:00 h0000                 | Karl Degener (VfL Wolfsburg)                                                          | 1:26:56 h0000  | Horst-Joachim Matern (LAC Quelle Fürth)                                          | 1:27:38 h0000  |
| 20-km-Gehen, Mannschaftswertung             | LAC Quelle FürthAlfons Schwarz Horst-Joachim Matern Robert Mildenberger            | 4:21:58 h0000                 | VfL WolfsburgKarl Degener Jürgen Meyer Heinz Mayr                                     | 4:43:46 h0000  | Meiendorfer SVFritz Helms Thomas Hansen Norden                                   | 4:48:41 h0000  |
| 50 km Gehen                                 | Walter Schwoche (Eintracht Hildesheim)                                             | 3:57:26 h0000                 | Heinrich Schubert (TuS Duchroth)                                                      | 3:59:47 h0000  | Horst-Joachim Matern (LAC Quelle Fürth)                                          | 4:03:45 h0000  |
| 50 km Gehen, Mannschaftswertung             | LAC Quelle FürthHorst-Joachim Matern Robert Mildenberger Alfons Schwarz            | 12:15:05 h0000                | Meiendorfer SVFritz Helms Thomas Hansen Norden                                        | 13:02:46 h0000 | Eintracht FrankfurtHans Michalski Helmut Teutsch Ralf Engel                      | 13:28:18 h0000 |
| Hochsprung                                  | Dietmar Mögenburg (ASV Köln)                                                       | 2,26 m                        | Carlo Thränhardt (ASV Köln)                                                           | 2,26 m         | Andre Schneider-Laub (TV Wattenscheid 01)                                        | 2,20 m         |
| Stabhochsprung                              | Günther Lohre (SV Salamander Kornwestheim)                                         | 5,30 m                        | Gerhard Schmidt (VT Zweibrücken)                                                      | 5,20 m         | Detlef de Raad (TV Wattenscheid 01)                                              | 5,20 m         |
| Weitsprung                                  | Joachim Busse (LG Bayer Leverkusen)                                                | 7,92 m                        | Winfried Klepsch (TV Wattenscheid 01)                                                 | 7,85 m         | Rainer Sonnenburg (Hamburger SV)                                                 | 7,72 m         |
| Dreisprung                                  | Ralf Jaros (LG DJK Düsseldorf/Neuss)                                               | 16,81 m                       | Peter Bouschen (LG DJK Düsseldorf/Neuss)                                              | 16,79 m        | Wolfgang Knabe (SV Union Groß-Ilsede)                                            | 16,12 m        |
| Kugelstoßen                                 | Karsten Stolz (TV Wattenscheid 01)                                                 | 19,73 m                       | Bernd Kneißler (SV Salamander Kornwestheim)                                           | 18,87 m        | Udo Gelhausen (LG Bayer Leverkusen)                                              | 18,79 m        |
| Diskuswurf                                  | Alwin Wagner (USC Mainz)                                                           | 65,28 m                       | Werner Hartmann (VfL Buchloe)                                                         | 65,50 m        | Rolf Danneberg (LG Wedel-Pinneberg)                                              | 65,24 m        |
| Hammerwurf                                  | Karl-Hans Riehm (TV Wattenscheid 01)                                               | 78,20 m                       | Klaus Ploghaus (LG Bayer Leverkusen)                                                  | 75,02 m        | Jörg Schaefer (TV Wattenscheid 01)                                               | 71,92 m        |
| Speerwurf                                   | Klaus Tafelmeier (LG Bayer Leverkusen)                                             | 90,10 m                       | Wolfram Gambke (LG Wedel-Pinneberg)                                                   | 84,88 m        | Peter Blank (LG Frankfurt)                                                       | 80,20 m        |
| Zehnkampf                                   | wegen Starkregens abgebrochen                                                      | wegen Starkregens abgebrochen |                                                                                       |                |                                                                                  |                |
| Crosslauf Mittelstrecke – 3,4 km            | Uwe Mönkemeyer (TV Wattenscheid 01)                                                | 9:05,5 min                    | Reinhard Aechtle (TB Emmendingen)                                                     | 9:07,0 min     | Volker Welzel (VfL Platte Heide Menden)                                          | 9:08,0 min     |
| Crosslauf Mittelstrecke, Mannschaftswertung | TB EmmendingenReinhard Aechtle Harald Olbrich Ulrich Hildebrand                    | Pl.-Ziff. 30                  | VfL WolfsburgUwe Becker Uwe Baunack Axel Diedrich                                     | Pl.-Ziff. 43   | TV Wattenscheid 01Uwe Mönkemeyer Michael Damberg Borgmann                        | Pl.-Ziff. 49   |
| Crosslauf Langstrecke – 10,2 km             | Hans-Jürgen Orthmann (VfL Wehbach)                                                 | 28:28,0 min                   | Christoph Herle (LAC Quelle Fürth)                                                    | 28:41,3 min    | Michael Scheytt (VfL Sindelfingen)                                               | 28:45,6 min    |
| Crosslauf Langstrecke, Mannschaftswertung   | LAC Quelle FürthChristoph Herle Reinhard Leibold Gerhard Krippner                  | Pl.-Ziff. 21                  | LAV Bayer Uerdingen/DormagenBernd Rangen Martin Grüning Bernd Kofferschläger          | Pl.-Ziff. 35   | VfL SindelfingenMichael Scheytt Hans Peter Droste Martin Stähle                  | Pl.-Ziff. 62   |

## Medaillengewinnerinnen, Frauen
| Disziplin                                   | Gold                                                                                | Leistung          | Silber                                                                           | Leistung       | Bronze                                                                | Leistung       |
| ------------------------------------------- | ----------------------------------------------------------------------------------- | ----------------- | -------------------------------------------------------------------------------- | -------------- | --------------------------------------------------------------------- | -------------- |
| 100 m (Wind: −0,7)                          | Heidi-Elke Gaugel (VfL Sindelfingen)                                                | 11,26 s000000     | Michaela Schabinger (MTV Ingolstadt)                                             | 11,66 s00      | Resi März geb. Fischer (MTV Ingolstadt)                               | 11,70 s00      |
| 200 m (Wind: −1,5)                          | Heidi-Elke Gaugel (VfL Sindelfingen)                                                | 23,02 s000000     | Ute Thimm geb. Finger (ASV Köln)                                                 | 23,41 s00      | Ulrike Sommer (LAC Quelle Fürth)                                      | 23,46 s00      |
| 400 m                                       | Ute Thimm geb. Finger (ASV Köln)                                                    | 51,35 s000000     | Gaby Bußmann (SC Eintracht Hamm)                                                 | 51,80 s00      | Heike Schulte-Mattler (TV Voerde)                                     | 52,37 s00      |
| 800 m                                       | Margrit Klinger (TV Obersuhl)                                                       | 2:00,61 min0000   | Petra Kleinbrahm (LG Bayer Leverkusen)                                           | 2:02,62 min    | Margit Schultheiß (VT Zweibrücken)                                    | 2:03,96 min    |
| 1500 m                                      | Margrit Klinger (TV Obersuhl)                                                       | 4:08,81 min0000   | Roswitha Gerdes (ASV Köln)                                                       | 4:09,26 min    | Ines Deselaers (LAV Düsseldorf)                                       | 4:11,80 min    |
| 3000 m                                      | Brigitte Kraus (ASV Köln)                                                           | 8:58,71 min0000   | Vera Michallek geb. Steiert (SC Eintracht Hamm)                                  | 9:04,54 min    | Birgit Schmidt (LC Paderborn)                                         | 9:18,76 min    |
| 10.000 m                                    | Charlotte Teske geb. Bernhard (ASC Darmstadt)                                       | 33:29,76 min0000  | Christina Mai (LAV co op Dortmund)                                               | 33:50,26 min   | Christa Vahlensieck geb. Kofferschläger (Barmer TV Wuppertal)         | 34:17,97 min   |
| 25-km-Straßenlauf                           | Vera Michallek geb. Steiert (SC Eintracht Hamm)                                     | 1:31:15 h00000000 | Angelika Dunke (DLC Aachen)                                                      | 1:31:27 h0000  | Christina Mai (LAV co op Dortmund)                                    | 1:31:31 h0000  |
| 25-km-Straßenlauf, Mannschaftswertung       | LAV co op Dortmund IChristina Mai Gabriela Wolf Bernadette Hudy                     | 4:36:04 h00000000 | LAV co op Dortmund IIChristel Oesterling Heidi Schulte Ingrid Steiff             | 4:58:52 h0000  | PSV Grün-Weiß KasselAngelika Stephan Mira Sax Britta Ringk            | 5:04:36 h0000  |
| Marathon                                    | Susanne Riermeier (LAC Quelle Fürth)                                                | 2:38:13 h00000000 | Gabriela Wolf (LAV co op Dortmund)                                               | 2:40:31 h0000  | Christel Eilhoff (LAV co op Dortmund)                                 | 2:46:58 h0000  |
| Marathon, Mannschaftswertung                | LAV co op DortmundGabriela Wolf Christel Eilhoff Bernadette Hudy                    | 8:18:24 h00000000 | LGV Marathon GießenAndrea Hofmann Helma Kaus Lydia Backes                        | 10:04:40 h0000 | TV Huchem-StammelnBirgit Halking Käthe Decker Alexandra Cremer        | 10:07:18 h0000 |
| 100 m Hürden (Wind: −1,2)                   | Ulrike Denk (ASV Köln)                                                              | 13,12 s000000     | Edith Oker (LG Bayer Leverkusen)                                                 | 13,17 s00      | Gudrun Lattner (TSV Abensberg)                                        | 13,41 s00      |
| 400 m Hürden                                | Marlies Harnes (OSC Berlin)                                                         | 57,99 s000000     | Gudrun Abt (TSV Genkingen)                                                       | 58,35 s00      | Angela Wilhelm (LG Nord Berlin)                                       | 58,48 s00      |
| 4 × 100 m Staffel                           | LG Bayer LeverkusenEdith Oker Susanne Meiß Bianca Betz Claudia Steger               | 45,46 s000000     | LAC Quelle FürthHeidrun Wellhöfer Ulrike Sommer Angelika Kuhmann Frauke Welzel   | 45,88 s00      | LAV DüsseldorfKarin Wiesel Sabine Braun Sabine Everts Heike vom Wege  | 45,97 s00      |
| 4 × 400 m Staffel                           | SC Eintracht HammHelga Arendt Corinna Krug Gisela Kinzel geb. Gottwald Gaby Bußmann | 3:33,54 min0000   | LG Bayer LeverkusenClaudia Steger Christina Sussiek Petra Kleinbrahm Elke Decker | 3:34,22 min    | LAV DüsseldorfSabine Everts Karin Wiesel Beate Holzapfel Sabine Braun | 3:34,76 min    |
| 3 × 800 m Staffel                           | ASV KölnSimone Büngener Roswitha Gerdes Brigitte Kraus                              | 6:08,12 min DRV   | LG Nord BerlinCornelia Bahls Raela Schwerdtfeger Angela Wilhelm                  | 6:24,79 min    | TSV KirchhainEdith Maciossek Jutta Nübel Gabriela Lesch               | 6:34,81 min    |
| 5 km Gehen                                  | Ingrid Adam (LAV Düsseldorf)                                                        | 24:12,1 min0000   | Jutta Schwoche (Eintracht Hildesheim)                                            | 24:30,3 min    | Dorothee Knäringer (TSG Esslingen)                                    | 25:03,3 min    |
| 5 km Gehen, Mannschaftswertung              | LG Mainburg-NiederaichbachRenate Warz Gabi Daffner Gudrun Warz                      | 1:19:56 h000000   | Viermärker Waldlauf GemeinschaftAdelheid Zschieschang Margot Jessat Coesfeld     | 1:20:44 h0000  | LAV DüsseldorfIngrid Adam Pfeifer Zimmermann                          | 1:23:38 h0000  |
| Hochsprung                                  | Heike Redetzky (TSV Kronshagen)                                                     | 1,91 m            | Ulrike Meyfarth (LG Bayer Leverkusen)                                            | 1,91 m         | Brigitte Holzapfel (TV Wattenscheid 01)                               | 1,89 m         |
| Weitsprung                                  | Anke Weigt (LG Bayer Leverkusen)                                                    | 6,43 m            | Sabine Everts (LAV Düsseldorf)                                                   | 6,43 m         | Jasmin Feige geb. Fischer (LG Bayer Leverkusen)                       | 6,43 m         |
| Kugelstoßen                                 | Claudia Losch (LAC Quelle Fürth)                                                    | 19,67 m           | Vera Schmidt (USC München)                                                       | 17,62 m        | Birgit Petsch (LG Bayer Leverkusen)                                   | 17,43 m        |
| Diskuswurf                                  | Ingra Manecke (LAC Quelle Fürth)                                                    | 63,08 m           | Claudia Losch (LAC Quelle Fürth)                                                 | 57,20 m        | Doris Gutewort (LAC Quelle Fürth)                                     | 56,50 m        |
| Speerwurf                                   | Ingrid Thyssen (LG Bayer Leverkusen)                                                | 65,00 m           | Beate Peters (OSC Thier Dortmund)                                                | 63,02 m        | Brigitte Graune (ASV Köln)                                            | 59,54 m        |
| Siebenkampf                                 | Anke Köninger (VfB Stuttgart)                                                       | 5775 P            | Birgit Dressel (USC Mainz)                                                       | 5735 P         | Kirsten Schallau (SuS Schalke 96)                                     | 5611 P         |
| Siebenkampf, Mannschaftswertung             | LAV DüsseldorfSabine Braun Brigitte Holzapfel Kirsten Behmer                        | 17.043 P          | LAC Quelle FürthHeidrun Wellhöfer Monika Krolkiewicz Angelika Kuhmann            | 16.350 P       | SuS Schalke 96Kirsten Schallau Christine Obermeit Gerhard             | 15.720 P       |
| Crosslauf Mittelstrecke – 2,7 km            | Brigitte Kraus (ASV Köln)                                                           | 8:02,2 min0000    | Birgit Petersen (ASV Köln)                                                       | 8:04,6 min     | Christiane Finke (LG Göttingen)                                       | 8:09,0 min     |
| Crosslauf Mittelstrecke, Mannschaftswertung | LG Bayer LeverkusenVera Kemper Fleschen Sabine Weiß                                 | Pl.-Ziff. 22      | ASV KölnBrigitte Kraus Birgit Petersen Bettina Werker                            | Pl.-Ziff. 22   | TSV SalzgitterUrsula Heldt Jutta Stec Ilona Stec                      | Pl.-Ziff. 59   |
| Crosslauf Langstrecke – 6,8 km              | Monika Lövenich geb. Greschner (TV Huchem-Stammeln)                                 | 21:32,4 min0000   | Renate Kieninger (VfL Sindelfingen)                                              | 22:07,0 min    | Monika Schäfer (LAC Quelle Fürth)                                     | 22:22,1 min    |
| Crosslauf Langstrecke, Mannschaftswertung   | LAC Quelle FürthMonika Schäfer Helma Lindner Christa Dotzler                        | Pl.-Ziff. 26      | LG Jägermeist. Bonn-Meckenh.Petra Niklas Regina Dietz Ursula Köther              | Pl.-Ziff. 34   | Bielefelder TGSigrid Wulsch Steffi Böker Jutta Helmich                | Pl.-Ziff. 39   |